# Benjamin Spark
Benjamin Spark est un artiste peintre franco-belge né en France en 1969 dont le langage visuel s'inspire librement de l'histoire de l'art et de la culture populaire, redéployant des styles et des genres canonisés tout en empruntant des images au mainstream culturel, ainsi qu'à certaines subcultures des années 1990.
Il vit et travaille à Bruxelles.

## Biographie
Avant d'être artiste, Benjamin Spark a d’abord fondé et travaillé dans une entreprise Internet à Paris avant d'abandonner cette voie professionnelle à l’âge de 30 ans pour se consacrer à la peinture.
Il a suivi des cours du soir à l'École nationale supérieure des beaux-arts de Paris dans le domaine du dessin. Il quitte par la suite définitivement Paris pour s'installer à Bruxelles en 2006 et se trouver un atelier pour pratiquer son art. Sa carrière prend un nouvel essor dès son arrivée en Belgique.
Son œuvre s’inspire à la fois du street art et du pop art. Un art parfois qualifié de street pop. Sa source d’inspiration est principalement puisée dans le mouvement pictural de la figuration libre, la figuration narrative et le pop art. Selon l'artiste, c’est bien la figuration narrative de Erró qui l’a le plus fortement marqué et encouragé dans cette voie. Il cite aussi comme artistes influents Michel Macréau, Michel Majérus ou Sigmar Polke.
Il mélange dans ses œuvres des personnages de bande dessinée provenant de tous les horizons avec des images inspirées par le graffiti, les logos, les jeux vidéo, la publicité, le manga ou par l’histoire de l’art. Les images sont découpées, modifiées et juxtaposées pour obtenir une composition narrative qui exprime les sentiments de l’artiste. Les images sont sorties de leur contexte et plaquées sur des arrière-plans colorés et contrastés.
Il utilise une technique mixte avec un recours au pastel sec afin de tracer des lignes sur la toile et écrire quelques mots, un peu à la façon de l’artiste britannique David Spiller ou de Jean-Michel Basquiat. Benjamin Spark précise dans son interview par le critique littéraire Edmond Morrel qu’il s’inspire aussi de sources plus diverses dans la culture populaire comme le cinéma ou la publicité.
En 2017 il devient ambassadeur de la marque Piaget et engage un partenariat artistique avec la fameuse marque suisse de montres et de bijoux,.

## Principales expositions
Depuis 2006, Benjamin Spark est exposé dans plusieurs galeries en France et à l’étranger. Sa première exposition personnelle a eu lieu en 2009 à la Galerie Berthéas à Vichy (France). Cette galerie deviendra par la suite sa galerie exclusive pendant plusieurs années. En 2010 il expose à Monaco à la galerie l’entrepôt lors d'une exposition personnelle intitulée "Bad Joke". C'est lors de son exposition "Spark au carré" à la Galerie Berthéas de Saint-Étienne en 2012 que l'artiste Ben (Benjamin Vautier) préface son catalogue d'exposition. La même année il est exposé lors d'une collective à la Galerie Pop International à New York (États-Unis). L'année suivante, en 2013, il participe à une importante exposition collective intitulée "Graffiti Group Show" à la Galerie Berthéas à laquelle participent les artistes Speedy Graphito, JonOne, M. Chat, Miss.Tic, Quick et Crash (aka John Matos).
En 2014, Benjamin Spark expose pour la première fois au Maroc à la Galerie BCK pour un solo show à Marrakech. Il expose aussi la même année à la Galerie Mazel à Bruxelles lors d'une exposition personnelle intitulée "It takes a lifetime to unlearn everything". Une galerie qui présente aussi le travail de Vincent Corpet, Quentin Garel et Stéphane Penchréac'h. L'année suivante il est exposé à la fois à Paris, à Bruxelles (Galerie Marie Demange) et à Düsseldorf lors d'une exposition collective à la Galerie Zimmerman & Heitmann. En 2016 il expose en solo en Grèce à la Galerie Kapopoulos à Athènes lors d'une exposition appelée "The Possibility of an Island" ainsi qu'à Hambourg à la Galerie Metropolitan.
En 2017, il expose à la Galerie The Art Project à Bruxelles et au Centre d'art de la Maison Triolet-Aragon (Moulin de Villeneuve) en France qui a déjà exposé des artistes comme Bernard Rancillac, Benjamin Vautier(BEN), Erró, Ernest Pignon-Ernest et Jacques Villeglé. Il expose son "cabinet de curiosités" à la Galerie Taglialatella à Paris en décembre 2017.
Il réalise une installation monumentale dans le grand magasin de montres Bucherer à Paris en décembre 2017. Il expose en octobre 2018 à la Galerie Sakura à Paris avec de nombreux artistes pour une exposition-hommage au pop art.
Il expose en solo pour la deuxième fois à la Galerie Taglialatella en mars 2019 à Paris une nouvelle série de tableaux intitulée "Hot News".
En juin 2020 il lance un jeu sur Instagram qui permet de gagner un tableau d'une valeur de 10,000 dollars. Le jeu consiste à faire évoluer un petit personnages à l'effigie de l'artiste dans une galerie virtuelle et à gagner des points tout en évitant les obstacles. Celui ou celle qui fera le plus grand score gagnera la tableau à la fin de l'été.
En 2021 il propose à la vente ses oeuvres en digital sous la forme de NFT (non fongible token ou jeton non fongible). C'est une nouvelle façon de vendre et d'échanger de l'art grâce à la technologie de la Blockchain et des cryptomonnaies.

### Foires d'art contemporain
- ArtéNimes à Nîmes en 2010
- Art Up! (anciennement Lille Art Fair) en 2011, 2014, 2015, 2016
- START de Strasbourg en 2012

## Ouvrages
- Pulp Fusion, Éditions Cercle d’art, 2016, préface de Erró, texte de Stéphane Corréard,  (ISBN 978-2702210482)
- Benjamin Spark, Éditions Louise à Bruxelles, janvier 2017,  (ISBN 978-2960184709)

## Presse et médias
Il est présent dans le livre "129 artistes belges" de la photographe Patricia Mathieu, paru en 2016 chez Itinérances Éditions  (ISBN 9789057791543) dans lequel apparaissent aussi Jan Fabre, Michel François, Bram Bogart, Wim Delvoye, Arne Quinze ou Luc Tuymans
Il apparaît dans le Livre de Philippe Bonan Gueules d’artistes chez Critères Éditions  (ISBN 2917829265) dans lequel apparaissent aussi Keith Haring, Robert Combas et Roy Lichtenstein.
Il intervient dans l’émission de télévision La Grande Expo consacrée à l’art et la bande dessinée.